# Broksporre
Broksporre (Linaria bordiana) är en grobladsväxtart som beskrevs av Sébastien Santa och Simonneau. Enligt Catalogue of Life ingår Broksporre i släktet sporrar och familjen grobladsväxter, men enligt Dyntaxa är tillhörigheten istället släktet sporrar och familjen grobladsväxter. Arten förekommer tillfälligt i Sverige, men reproducerar sig inte.

## Underarter
Arten delas in i följande underarter:
- L. b. bordiana
- L. b. kralikiana